# Putnam County (Ohio)
Putnam county je okres amerického státu Ohio založený 1. dubna 1820. Správním střediskem je město Ottawa. Pojmenovaný je podle účastníka francouzsko-indiánské války a americké války za nezávislost generála Israela Putnama.

## Sousední okresy
| Růžice kompasu | Defiance County | Henry County         | Wood County    | Růžice kompasu |
| Růžice kompasu | Paulding County | Sever                | Hancock County | Růžice kompasu |
| Růžice kompasu | Paulding County | Putnam County (Ohio) | Hancock County | Růžice kompasu |
| Růžice kompasu | Paulding County | Jih                  | Hancock County | Růžice kompasu |
| Růžice kompasu | Van Wert County | Allen County         |                | Růžice kompasu |